# Firestone

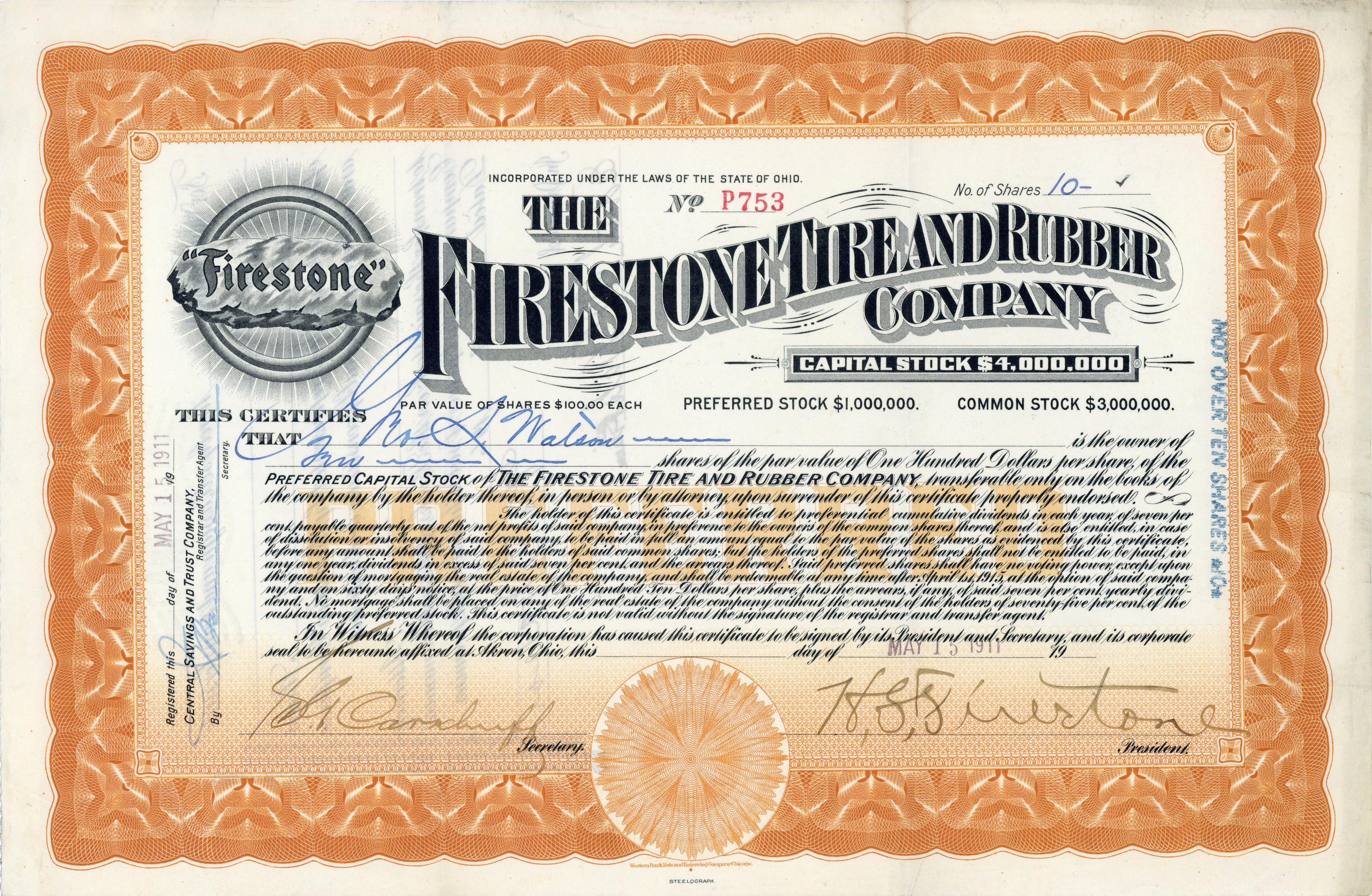
Uprzywilejowana akcja spółki Firestone Tire and Rubber Company w wysokości 10 udziałów po 100 USD każdy, wyemitowana 15 maja 1911 r. w Akron w stanie Ohio, podpisana własnoręcznie przez Harveya S. Firestone'a jako prezesa

Firestone Tire and Rubber Company – amerykańskie przedsiębiorstwo produkujące opony założone w 1900 roku przez Harveya S. Firestone’a w Akron. Od początku istnienia przedsiębiorstwo było głównym dostawcą opon dla firmy Ford Motor Company.
Na początku lat '70. XX wieku, przedsiębiorstwo rozpoczęło produkcję opon radialnych, które miały gwarantować dłuższą żywotność, jednak wprowadzono je w dużym pośpiechu i dopiero po czasie podczas wewnętrznych testów zaobserwowano rozwarstwianie się opony podczas jazdy. Pomimo odkrycia usterki Firestone nadal je produkował i dopiero pod naciskiem agencji ochrony konsumentów i amerykańskiej administracji został zmuszony do odebrania od klientów 10 milionów wadliwych opon. W następnych latach udowodniono firmie, że wiedziała wcześniej o wadzie produktu, co spowodowało utratę zaufania klientów
.
Od 1988 roku Firestone jest częścią japońskiego koncernu Bridgestone.
Firestone jest marką opon dla samochodów osobowych, dostawczych, ciężarowych i rolniczych.